# 大利拉

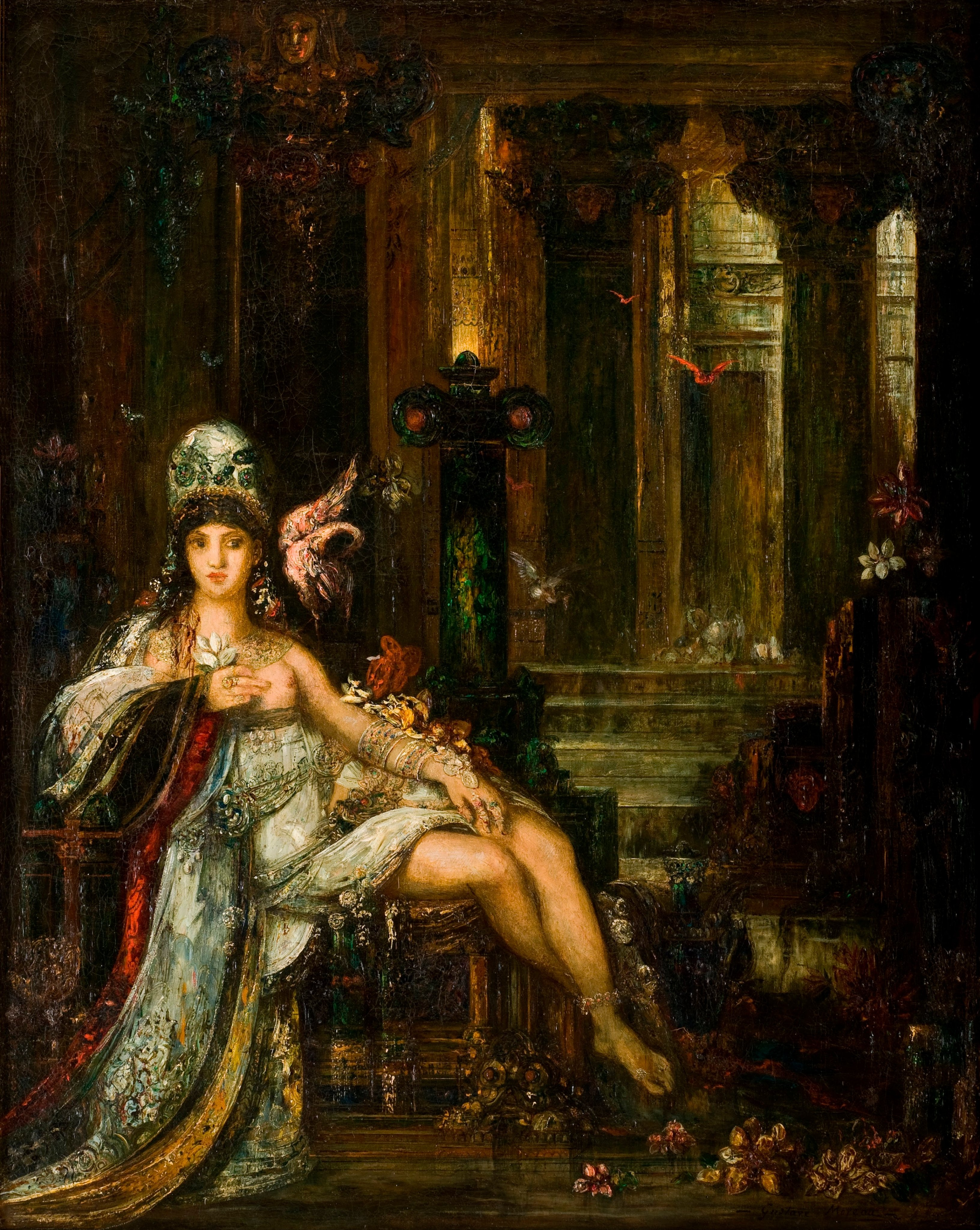
《大利拉》，约1896年，古斯塔夫·莫罗绘

大利拉（羅馬化：Dəlīlā，羅馬化：Dalīlah，羅馬化：Dalidá），天主教譯名德里拉，是希伯來聖經《士師記》第十六章中提到的一位妇女。她深受拥有强大力量的拿细耳人、以色列士師參孫的爱戴。非利士人首领对其贿赂，以求探明参孙力量的来源。在三次尝试未果后，她最终诱使参孙吐露出其力量源自自己的头发。参孙熟睡之际，大利拉命仆人剪掉他的头发，从而将他交给非利士人。